# Herman Sörgel
Herman Sörgel (Ratisbona, Alemania, 2 de abril de 1885 - Múnich, 25 de diciembre de 1952) fue un arquitecto alemán.
Fue el creador de la idea de Atlantropa, un continente utópico creado mediante una presa en el estrecho de Gibraltar.

## Atlantropa
Sörgel fue el creador de la idea de Atlantropa, un continente utópico creado mediante la represa del Estrecho de Gibraltar, los Dardanelos y el río Congo. Su idea requería la represión y, por lo tanto, la reducción del nivel del mar Mediterráneo y luego hacer uso de la diferencia entre los niveles del Mediterráneo y el Atlántico para generar energía hidroeléctrica.  Habría dos cuencas represadas: la del mediterráneo oriental, donde el nivel del mar bajaría 200 metros, y la del occidental, donde bajaría una centena.  La idea de Sorgel de bajar el nivel del mar aumentaría las áreas de tierra firme alrededor del Mediterráneo y proporcionaría acceso terrestre a África. La represa del río Congo rellenaría la cuenca que rodea el lago Chad, proporcionando agua dulce para regar el Sahara y acceso marítimo al interior africano. Además de crear nuevos cuerpos de tierra, las cantidades masivas de energía hidroeléctrica que se generarían podrían representar el 50% de las necesidades energéticas de Europa en ese momento. Mientras Sörgel soñaba con la idea, nunca tuvo en cuenta cómo reaccionarían o cambiarían otros países. El Levante aumentaría en un 50%. Sörgel también tendría que atravesar varios países de Oriente Medio para llegar a África, donde se producirían la mayoría de los cambios importantes.

## Muerte
Murió en la Navidad de 1952 a consecuencia de un accidente de tráfico nunca resuelto, en el que fue atropellado por un coche mientras conducía su bicicleta de camino a una conferencia, el conductor se dio a la fuga. Su cuerpo se encuentra enterrado en la tumba n.º 31-W-42 en el Cementerio Waldfriedhof de Múnich.